# Кабала (волость)
Ка́бала (ест. Kabala vald) — волость в Естонії, одиниця самоврядування в повіті Ярвамаа з 12 грудня 1991 по 23 жовтня 2005 року.

## Географічні дані
Площа волості — 210 км2.

## Населені пункти
Адміністративний центр — село Кабала.
На території волості розташовувалися 10 сіл (küla): Аркма (Arkma), Віллевере (Villevere), Кабала (Kabala), Кагала (Kahala), Курла (Kurla),  Меоссааре (Meossaare), Оллепа (Ollepa), Пібарі (Pibari), Рассі (Rassi), Саґевере (Sagevere).

## Історія
12 грудня 1991 року Кабаласька сільська рада перетворена у волость зі статусом самоврядування.
Уряд Естонії постановою № 153 від 30 червня 2005 року затвердив утворення нової адміністративної одиниці шляхом об'єднання міського самоврядування Тюрі та волостей Кабала, Ойзу і Тюрі, визначивши назву нового муніципалітету як волость Тюрі. Зміни в адміністративно-територіальному устрої, відповідно до постанови, набрали чинності 23 жовтня 2005 року після оголошення результатів виборів до волосної ради нового самоврядування. Волость Кабала вилучена з «Переліку адміністративних одиниць на території Естонії».